# Западна провинция (Руанда)
Западната провинция (на френски: Province de l'Ouest) е една от петте провинции на Руанда. Провинцията е създадена в началото на януари 2006 като част от правителствената програма за децентрализиране, която преустрои локалните структури на правителството на страната. Площта ѝ е 5882 квадратни километра, а населението – 2 471 239 души (по преброяване от август 2012 г.).
Западната провинция граничи с Демократична република Конго и Бурунди. Разделена е на 7 района. Столицата ѝ е град Кибуе, разположен на около 60 километра от столицата на страната град Кигали.